# التأثير البيئي للأدوية ومنتجات العناية الشخصية

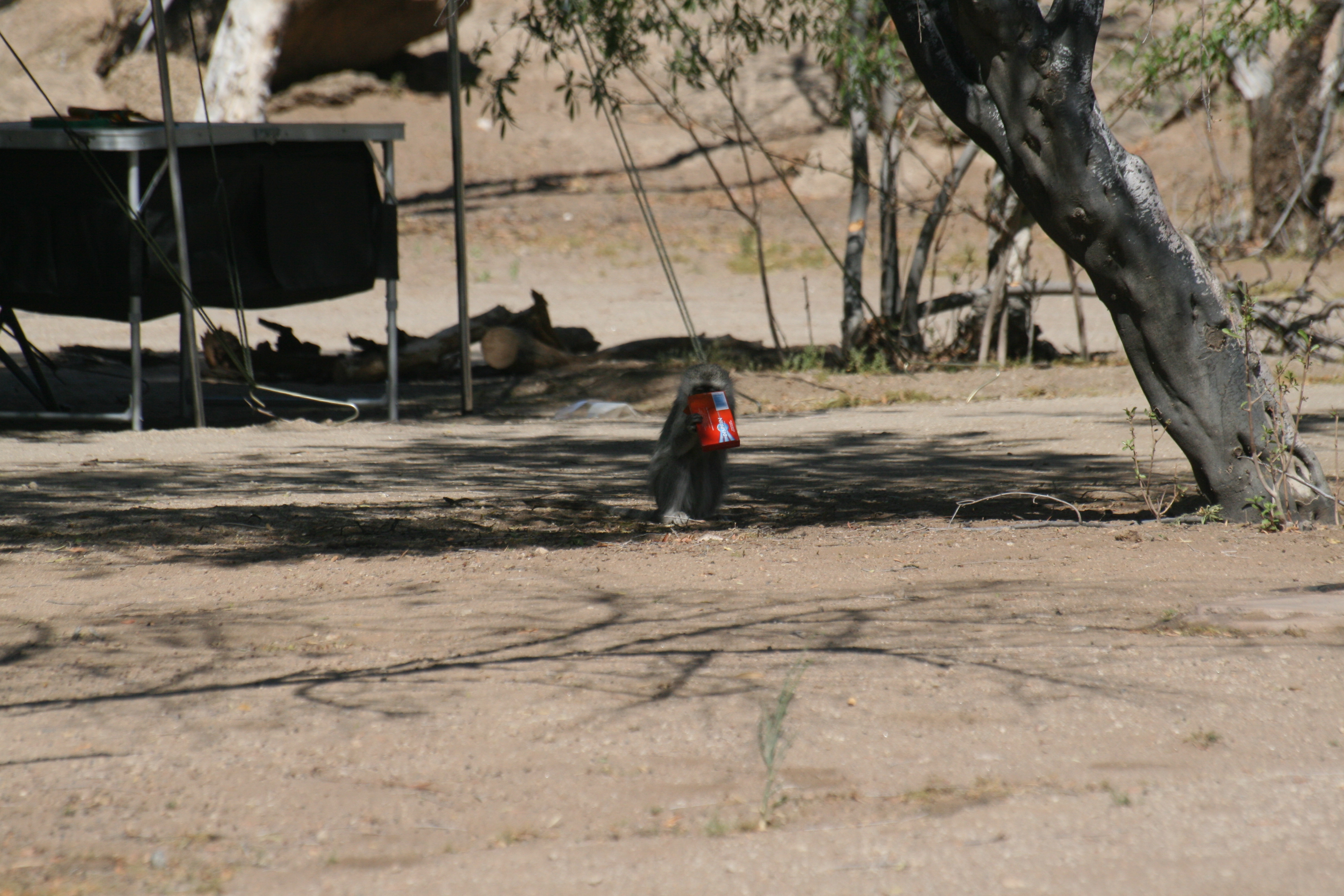

تُجرى حاليا على نطاق واسع دراسة حول التأثير البيئي للأدوية ومنتجات العناية الشخصية. تحتوي الأدوية ومنتجات العناية الشخصية على مواد يستخدمها الأفراد لأسباب تتعلق بالصحة الشخصية أو لأسباب تجميلية، كما تُستخدم بعض المنتجات في الأعمال التجارية الزراعية، لتعزيز نمو أو ضمان صحة الثروة الحيوانية. يُنتج كل عام أكثر من عشرين مليون طن من الأدوية ومنتجات العناية الشخصية. اكتُشف وجود الأدوية ومنتجات العناية الشخصية في المسطحات المائية في جميع أنحاء العالم. تعد تأثيرات هذه المواد الكيميائية غير معروفة على البشر والبيئة بعد، ولكن لا يوجد أي دليل علمي حتى الآن ليثبت تأثيرها على صحة الإنسان. هناك حاجة إلى مزيد من البحوث لتقييم مخاطر التأثير السمي وتكرار الاستعمال والتراكم الأحيائي لهذه المواد. تشمل الأدوية ومنتجات العناية الشخصية، الملوثات الصيدلانية الثابتة البيئية، وهي نوع واحد من الملوثات العضوية الثابتة. لا يمكن إزالتها من المياه الملوثة بالطرق التقليدية. أعلن الاتحاد الأوروبي أن النظر في إمكانية تلوث المياه والتربة بسبب المخلفات الصيدلانية والأدوية هي من أكبر مهامهم، نظرًا لأنها تلوث «مواد ذات أولوية».

## نظرة العامة
منذ تسعينيات القرن الماضي، مثل تلوث المياه بواسطة المستحضرات الصيدلانية والأدوية، مشكلة بيئية مثيرة للقلق. بالإضافة إلى ذلك، من المهم الإشارة إلى بدء العديد من المتخصصين في الصحة العامة في الولايات المتحدة، في كتابة تقارير عن التلوث الدوائي في المجاري المائية في السبعينيات. تُرمى معظم المستحضرات التجميلية  في البيئة من خلال الاستهلاك والإفراز البشري، وغالبًا ما تُرشح بطريقة غير فعالة بواسطة المحطات البلدية المخصصة لمعالجة مياه الصرف الصحي، والتي لم تُصمم لإدارة هذا النوع من المخلفات. بمجرد سقوطها في الماء، يمكن أن يكون لها تأثيرات متنوعة وخفية على الكائنات الحية، على الرغم من محدودية الأبحاث حول هذا الموضوع. أُقر في عام 2009، تحقيق صادر عن وكالة أسوشيتيد برس، يبين تخلي ورمي المصنعين الأمريكيين بصفة قانونية، 271 مليون رطلاً من المركبات المستخدمة (عقاقير) في البيئة، 92٪ منها عبارة عن مواد كيميائية صناعية مثل الفينول وفوق أكسيد الهيدروجين، والتي تستخدم أيضًا للتطهير (مطهرات). لا يمكن التمييز بين الأدوية التي تصدرها الشركات المصنعة والأدوية التابعة للصناعة الصيدلانية. ووجدت أيضًا أن المستشفيات ومرافق الرعاية طويلة الأجل، قد تجاهلت ما يقدر بنحو 250 مليون رطل من الأدوية والمُغلفات والعلب الملوثة والفاسدة. أدت سلسلة المقالات هذه إلى عقد جلسة استماع،[متى؟] أجرتها اللجنة الفرعية التابعة لمجلس الشيوخ الأمريكي حول سلامة النقل وأمن البنية التحتية وجودة المياه. صُممت هذه الجلسة لمعالجة مستويات تلوث مياه الشرب في أمريكا عن طريق الأدوية والمواد التجميلية. كانت هذه هي المرة الأولى التي تُستجوب فيها شركات الأدوية حول طرق التخلص من النفايات.
«لم تسن أي لوائح أو قوانين فيدرالية بعد الجلسة».
«بين عامي 1970 و 2018، صنعت أكثر من 3000 مادة كيميائية دوائية، ولكن، لم تفحص أو تُختبر سوى 17 مادة فقط، لمعرفة مدى سلامتها على المجاري المائية».
بالتناوب، «لا توجد دراسات تهدف إلى دراسة آثار مياه الشرب الملوثة بالأدوية على صحة الإنسان». وبالتوازي، يعد الاتحاد الأوروبي ثاني أكبر مستهلك في العالم (24٪ من الإجمالي العالمي) بعد الولايات المتحدة الأمريكية. لا يُجمع حوالي 50٪ من المنتجات الطبية البشرية غير المُستخدمة في غالبية دول الاتحاد الأوروبي، للتخلص منها بشكل صحيح . يقدر في الاتحاد الأوروبي، أن ما بين 30 و 90 ٪ من الجرعات المُتناولة عن طريق الفم، تُفرز مع البول على هيئة مواد فعالة. اقتُرح مصطلح «الملوثات الصيدلانية البيئية الثابتة في ترشيح الأدوية والبيئة» في عام 2010، ليمثل قضية ناشئة في النهج الاستراتيجي للإدارة الدولية للمواد الكيميائية من قبل الجمعية الدولية للأطباء من أجل البيئة.

### التخلص الآمن من لنفايات
اعتمادًا على المصادر والمكونات، هناك طرق مختلفة يمكن للناس من خلالها التخلص من الأدوية ومنتجات العناية التجميلية والشخصية، بطرق مقبولة. تتمثل أكثر طرق التخلص الآمن بيئيًا لهذه المواد في الاستفادة من برامج تجميع واستعادة الأدوية، التي تجمع الأدوية في موقع مركزي، للتخلص منها بطريقة سلمية. بدأت العديد من إدارات الصحة العامة المحلية في الولايات المتحدة، بتطبيق هذه البرامج. بالإضافة إلى ذلك، تروج إدارة مكافحة المخدرات بالولايات المتحدة الأمريكية بشكل دوري، لبرامج الاستعادة المحلية، وكذلك المبادرة الوطنية لاسترجاع الأدوية. تُمول برامج الاستعادة حاليًا، من قبل إدارات الصحة الحكومية أو المحلية أو برامج تطوعية، عن طريق الصيدليات أو مقدمي الرعاية الصحية. اكتسب في السنوات الأخيرة اقتراح أن تكون شركات الأدوية مسؤولة عن منتجاتها «من المهد إلى اللحد» نجاحًا كبيرًا. تقترح هذه الفلسفة، أنه يجب على الشركات المصنعة، تمويل أساليب التخلص السليم من المنتجات الصيدلانية الخاصة بهم. يجب أن توجد برامج الاسترجاع في جميع المجتمعات، وإذا كانت هناك الحاجة إلى مزيد من المعلومات حول هذا الموضع، فيجب الاتصال بمسؤولي المدينة. في حالة عدم وجود مثل هذه البرامج محليًا، يقترح كل من وكالة حماية البيئة الأمريكية ومكتب السياسة الوطنية لمكافحة المخدرات، أن يقوم المستهلكون بما يلي:
1. إخراج عقاقير الوصفات الطبية من عبواتها الأصلية.
2. خلط الأدوية مع فضلات القطط أو القهوة المستعملة.
3. وضع الخليط في حاوية لها غطاء، للتخلص منها بعد ذلك، مثل كيس قابل للغلق.
4. تغطية كل ما يدل على الهوية الشخصية لصاحب علب حبوب منع الحمل الأصلية، باستعمال قلم أسود.
5. وضع هذه العلب في كيس مع الخليط، واغلاقه جيدًا، ثم وضعه في سلة المهملات.

ومن المأمول أن تُحافظ هذه الخطوات على فصل المواد الكيميائية عن البيئة المكشوفة وخصوصًا المسطحات المائية، لفترة كافية حتى تتحلل بشكل طبيعي. عندما تجد هذه المواد طريقها إلى الماء، يكون من الصعب التعامل معها.  تستخدم مرافق معالجة المياه عمليات مختلفة من أجل تقليل هذه الملوثات أو القضاء عليها تمامًا. يتم ذلك باستخدام الاشتراب، إذ تُزال المواد الصلبة العالقة عن طريق استخدام الترسيب. أما الطريقة الأخرى المستخدمة، فهي التحلل الحيوي، ومن خلال هذه الطريقة، تتغذى الكائنات الحية الدقيقة، مثل البكتيريا والفطريات، على هذه الملوثات أو تحللها، ما يؤدي إلى إزالتها من الوسائط الملوثة.

## الأنواع
تعتبر المواد الصيدلانية، أو الأدوية التي تصرف بدون وصفة طبية والتي تُستخدم لأغراض بشرية أو لأغراض بيطرية أو تجارية، من الأدوية الشائع وجودها في البيئة. هناك تسع فئات من الأدوية المشمولة ضمن المستحضرات الصيدلانية ومنتجات العناية الشخصية: الهرمونات، المضادات الحيوية، منظمات الدهون، العقاقير المضادة للالتهابات غير الستيرويدية، محصرات بيتا، مضادات الاكتئاب، مضادات الاختلاج، العلاجات الكيميائية ومضادات التباين التشخيصية. تحتوي منتجات العناية الشخصية على أربع فئات: العطور، المواد الحافظة، المطهرات ووحدات الواقي من أشعة الشمس. يمكن العثور على هذه المنتجات في مستحضرات التجميل، العطور، منتجات العناية بالطمث، الشامبو، الصابون، معجون الأسنان والواقي الشمسي. عادةً ما تدخل هذه المنتجات إلى البيئة عند مرورها أو غسلها للجسم البشري، ثم ملامستها الأرض أو خطوط الصرف الصحي، أو عند التخلص منها في سلة المهملات، أو خزان الصرف الصحي، أو شبكة الصرف الصحي. يمكن العثور على آثار المخدرات غير المشروعة في المجاري المائية وقد تُوجد على المال أيضًا.